# Baby When the Light
Baby When the Light – piosenka house/pop stworzona przez Davida Guettę oraz Cozi Costi na trzeci album studyjny Guetty, Pop Life (2007). Utwór wydany został jako drugi singel promujący krążek po piosence „Love Is Gone”. W kompozycji swojego głosu gościnnie użyczyła Cozi Costi.
Klip do utworu został nakręcony na plaży blisko Los Angeles, w Kalifornii.

## Lista utworów
- CD maxi

1. „Baby When the Light” (Album Version) – 3:27
2. „Baby When the Light” (David Guetta & Fred Rister Radio Edit) – 3:24
3. „Baby When the Light” (Original Extended) – 5:58
4. „Baby When the Light” (Video) – 3:27
5. „Baby When the Light” (Making of Video) – 3:11

- 12" maxi

1. „Baby When the Light” (David Guetta & Fred Rister Remix) – 8:17
2. „Baby When the Light” (Original Extended) – 5:58
3. „Baby When the Light” (Laidback Luke Remix) – 7:09
4. „Baby When the Light” (Dirty South Rmx Edit) – 6:34
5. „Baby When the Light” (Joe T. Vanelli Remix) – 6:45

## Pozycje na listach
| Lista przebojów (2007)        | Najwyższa pozycja |
| ----------------------------- | ----------------- |
| Austria Singles Top 75        | 62                |
| Belgia Singles Chart          | 15                |
| Bułgaria Top 40 Singles Chart | 1                 |
| Francja Top 100 Singles Chart | 6                 |
| Holandia Top 40 Chart         | 15                |
| Niemcy Singles Top 100 Chart  | 59                |
| Portugalia Singles Top 50     | 45                |
| Szwajcaria Singles Chart      | 25                |
| Szwecja Singles Top 60 Chart  | 35                |
| UK Singles Chart              | 50                |
| United World Chart            | 23                |
| Włochy Singles Top 50         | 30                |

## Certyfikaty
| Państwo | Certyfikat | Data             | Sprzedaż |
| ------- | ---------- | ---------------- | -------- |
| Francja | Srebro     | 24 kwietnia 2008 | 100,000  |